# Băng tần Ku
Băng tần Ku (/ˌkeɪˈjuː/) là một phần của phổ điện từ trong dải sóng cực ngắn. Ký hiệu Ku chỉ (tiếng Đức: Kurz-unten)—nói cách khác là băng tần trực tiếp nằm dưới băng K. Trong các ứng dụng radar, băng Ku có tần số 12-18 GHz theo định nghĩa chính thức về băng tần dùng cho radar theo chuẩn 521-2002 của IEEE.
Băng tần Ku chủ yếu được dùng cho vệ tinh thông tin, đáng chú ý nhất là dùng cho các dịch vụ phát quảng bá và cố định, và cho các ứng dụng cụ thể như vệ tinh theo dõi và chuyển tiếp dữ liệu của NASA được dùng cho liên lạc với tàu con thoi và trạm ISS. Các vệ tinh dùng băng Ku cũng được dùng cho backhaul và đặc biệt cho vệ tinh từ địa điểm xa trở về các studio của đài truyền hình để chỉnh sửa và phát sóng. Băng tần này được chia thành nhiều đoạn khác nhau đối với từng khu vực địa ly theo quy định của Liên minh Viễn thông Quốc tế (ITU).
Một số tần số trong băng này dùng để đo tốc độ xe đang chạy, đặc biệt là ở châu Âu.

## Ưu điểm
So với băng C, băng Ku không phải hạn chế công suất để tránh gây nhiễu cho các hệ thống vi ba mặt đất, do đó công suất đường lên và đường xuống có thể tăng. Công suất cao hơn cũng có nghĩa là chảo anten thu cũng nhỏ hơn. Khi công suất tăng, kích thước chảo anten thu có thể giảm.
Băng Ku cũng cung cấp cho một người dùng tính linh hoạt nhiều hơn. Kích thước chảo anten nhỏ nên người dùng cho thể chọn vị trí đặt chảo sao cho phù hợp nhất với hoàn cảnh của mình. Đối với người dùng cuối, băng Ku nói chung là rẻ hơn và cho phép anten nhỏ hơn (vì tần số cao hơn và chùm tia tập trung hơn). Băng Ku cũng ít bị suy hao bởi mưa hơn so với băng Ka.
Anten trạm mặt đất của trạm điều khiển vệ tịnh đòi hỏi phải bám vị trí vệ tinh chính xác hơn khi vệ tinh hoạt động ở băng Ku so với băng C. Độ chính xác thông tin phản hồi cần cao hơn và anten có thể yêu cầu một hệ thống điều khiển vòng kín để duy trì vị trí của anten trạm mặt đất.

## Nhược điểm
Tuy nhiên có hệ thống băng Ku cũng có một số nhược điểm. Đặc biệt là ở tần số cao hơn 10 GHz, ở những vùng có mưa lớn thì suy hao cường độ tín hiệu lớn (còn gọi là fading do mưa). Vấn đề này có thể khắc phục giảm nhẹ được, tuy nhiên bằng cách triển khai một chiến lược quỹ năng lượng đường truyền thích hợp khi thiết kế tuyến vệ tinh, và tăng công suất cao hơn để bù đắp tổn hao gây bởi fading do mưa. Băng Ku không chỉ dùng cho truyền dẫn truyền hình, mà còn được dùng để truyền dẫn thoại/audio.
Phổ tần số cao hơn của băng Ku bị suy hao nhiều hơn so với phổ tần vệ tinh dùng băng C. Một hiện tượng tương tự như fading do mưa là fading do tuyết (xảy ra ở những vùng có tuyết rơi hoặc băng tích tụ đáng kể làm thay đổi tiêu điểm của chảo anten thu) cũng xảy ra trong mùa đông. Ngoài ra, vệ tinh băng Ku thường cần công suất nhiều hơn để truyền so với vệ tinh băng C. Trong điều kiện fading do mưa và tuyết, tổn hao của băng Ka và Ku có thể giảm nhẹ bằng cách dùng lớp phủ chống nước theo nguyên lý hiệu ứng lá sen.

## Các băng tần sóng cực ngắn khác
Phổ sóng cực ngắn thường được định nghĩa là phổ điện từ trong dải tần số 1.0 GHz đến 30 GHz, nhưng một số định nghĩa cũ hơn tính cả các tần số thấp hơn. Hầu hết các ứng dụng phổ biến trong dải tần 1,0 đến 30 GHz. Các băng tần số sóng cực ngắn, được định nghĩa bởi Hiệp hội Vô tuyến Anh (RSGB), được thể hiện trong bảng dưới đây. Chú ý là các tần số trên 30 GHz thường được gọi là "sóng mm". Tần số 30 GHz tương ứng với bước sóng 10 mm, hay 1 cm.
| Băng tần L  | 1 tới 2 GHz     |
| Băng tần S  | 2 tới 4 GHz     |
| Băng tần C  | 4 tới 8 GHz     |
| Băng tần X  | 8 tới 12 GHz    |
| Băng tần Ku | 12 tới 18 GHz   |
| Băng tần K  | 18 tới 26,5 GHz |
| Băng tần Ka | 26,5 tới 40 GHz |
| Băng tần Q  | 30 tới 50 GHz   |
| Băng tần U  | 40 tới 60 GHz   |
| Băng tần V  | 50 tới 75 GHz   |
| Băng tần E  | 60 tới 90 GHz   |
| Băng tần W  | 75 tới 110 GHz  |
| Băng tần F  | 90 tới 140 GHz  |
| Băng tần D  | 110 tới 170 GHz |

Chú thích: "Băng tần P " đôi khi được dùng không chính xác cho băng tần Ku. "P" có nghĩa là "previous" (trước) là băng tần radar dùng ở Anh có dải tần 250 đến 500 MHz, hiện nay băng tần hoàn toàn lỗi thời theo tiêu chuẩn 521 của IEEE, xem  và  Lưu trữ ngày 14 tháng 7 năm 2014 tại Wayback Machine. Đối với các định nghĩa khác, xem Letter Designations of Microwave Bands